# 株価平均型株価指数
株価平均型株価指数（かぶかへいきんがたかぶかしすう）は株価指数の算出方式の一つ。組入銘柄の株価合計を、除数で除算して求めるものである。

## 概要
株価の騰落率ではなく騰落金額の平均を示す指数である。株価が100円の銘柄も数万円の銘柄も等しく平均化されることから、発行済株式数は少ないが価格が高い一部の値がさ株の価格変動に左右されやすい性質がある。このため極端な例では、指数は上昇しても値下がり銘柄のほうが多いという状況もあり得る。
大きく分けて、単純平均とダウ式平均がある。

## 単純平均
単純平均＝Σ株価÷銘柄数
単純平均は、株価を合計し、それを銘柄数で割って算出する。日本では、株に対して額面の概念があり、戦前から戦後にかけて設立された企業は額面は50円、戦後に新設された電力会社などは500円、さらに商法が改正されてのちの新設企業のNTTなどは5万円となっている。このため、50円額面以外のものは50円額面相当に読み替えた株価を出し、算出対象の株価を合計して、銘柄数で割る。考え方はシンプルであり、計算も比較的簡単である。
この方式の弱点は、資本構成に変更のない株式分割や株式併合の場合である。たとえば1株を3株に分割する株式分割が行われると、株価は3分の1になる。株価600円の銘柄が1株を3株に分割しその後値上がりして210円になったら、210円で計算する。
株主は持ち株が3倍になるので実質的な変化はない。一方、この分割でおよそ株価は3分の1になるので、単純平均に影響が出る。本質的株式価値に動きがないのに、単純平均に反映されてしまうという問題がある。

## ダウ式平均株価
ダウ式平均株価＝Σ株価÷除数
上記の問題を解消しようとダウ・ジョーンズが考案したのが、ダウ式平均株価である。ダウ式では、株式の分割や併合があった際に独特の数値処理を行う。算出開始時のダウ式平均は、単純平均と同じである。ここで、ある銘柄が1株を3株に分割すると、株価は3分の1になる。それを単純に以前と同じ銘柄数で除すと連続性が途切れる。そこで、この除数のほうを調整し、連続性を維持するのである。これを分母調整型、と呼ぶ。ダウ式平均の真骨頂は、この分母の方を調整する点にある。
世界の株式市場では、ダウ・ジョーンズ工業株価平均を筆頭に、それぞれダウ式平均による株価指数が算出されている。これらは上記の分母を調整する、ダウ式の平均株価である。

### 日経平均株価
日本の日経平均株価も、(額面の読み替えがあるものの)2005年6月6日までは、株式分割や併合があった場合は分母を修正する、ダウ式平均で算出された。しかし、2005年6月7日から計算方式が根本的に変更された。採用銘柄で、2倍をこえない分割や併合があった場合は今までどおり分母を修正する、しかし2倍をこえる分割や併合があった場合は、分割や併合の影響を勘案したみなし株価を出し、それで計算する、というものである。これを分子修正型、と呼ぶ。株価600円の銘柄が1株を3株に分割しその後値上がりして210円になったら、630円で計算する。この分子修正に変更したことによって、現在の日経平均株価は、ダウ式平均株価ではなくなった点に留意されたい。
概要にあるように、平均株価は、値がさ株が指数に高い寄与を及ぼす。株式分割が分母修正で織り込まれて指数が算出されるならば、値がさ株の影響は株式分割があれば自然に解消する。しかし、分子修正型ではこの効果がないために、日経平均の算出には、2005年6月時に値がさ株だった銘柄の寄与が、今後株式分割があっても続くことになる。
ダウ式平均は、対象銘柄を同じ株数買い付ければ、ダウ平均と完全に同じポートフォリオを簡単に組むことができるのも長所のひとつである。しかし、日経平均の場合、対象銘柄を同株数買い付けても、日経平均と同じポートフォリオにはならない。1株を3株に分割した銘柄は他の銘柄の3倍、4株を1株に併合した銘柄は他の銘柄の4分の1だけ買わなくてはならない。
さらに、2021年10月1日より、株価換算係数で重み付けを行う株価換算係数方式に変わった。日経ジャスダック平均株価など日経平均株価と同じ計算方法を採用しているのも同様。

## 株価平均型を採用している株価指数
- ダウ・ジョーンズ工業株価平均
- ダウ・ジョーンズ輸送株平均
- ダウ・ジョーンズ公共株平均